# Raymond Le Charpentier
Raymond (Marcel) Le Charpentier, né le 13 juin 1889 à Chelles (Seine-et-Marne) et mort le 23 février 1982 à Égletons (Corrèze), est un ancien militaire et retraité des Cadres du Bâtiment et des Travaux Publics et du Ministère de l'équipement.

## Biographie
Raymond (Marcel) Le Charpentier a combattu pendant la première guerre et la seconde guerre mondiale en qualité de militaire et de résistant. Père de trois enfants et de 9 petits-enfants, il obtiendra de nombreuses distinctions honorifiques : chevalier, de la Légion d'Honneur puis Officier, croix de guerre 1914-1918 et 1939-1945, trois citations à l'ordre de l'armée, une citation à l'ordre de la division, médaille du Chemin des Dames, médailles de Verdun, de la Marne, croix des Flandres, 18 médailles diverses à titre militaire.
Il a également été l'objet d'une distinction émanant du Général De Gaulle. 
Il a été membre du Comité directeur de "Ceux de la Libération" à Paris. 
En décembre 1976, il sera fait commandeur dans l'Ordre National du Mérite par Jacques Chirac en cérémonie intime dans la maison d'un de ses fils, François Le Charpentier, à Meymac, en Corrèze.

## Carrière professionnelle et militaire

### 1909-1912
Engagé volontaire pour trois ans à la Mairie de Meaux le 21 novembre 1909 dans l'Arme "Chasseurs à pied", il prendra ses fonctions de chasseur de 2e classe le 27 novembre 1909 et deviendra caporal le 28 septembre 1910, puis sergent le 12 septembre 1911. Volontaire en 1912, comme sous-officier instructeur à la préparation militaire, il passera dans la réserve active le 25 novembre 1912.

### 1914-1918
Le 15 avril 1914, il rejoint le 146 Régiment d'Infanterie puis sera nommé Sergent-major le 20 novembre 1914, Adjudant le 1er février 1915 avant d'être nommé Sous-Lieutenant de réserve le 5 janvier 1916. Il sera le seul officier de la 77e Division pour créer et commander pendant deux ans, une unité disciplinaire au front et sera promu Lieutenant de réserve le 14 octobre 1917. 

### De mars 1919 à 1924
Muté dans l'intérêt général, de la 77e Division d'infanterie au ministère des Régions libérées, nouvellement créé, pour créer et commander successivement, plusieurs Districts complètement sinistrés du Département de l'Aisne. L'objectif était de faire reprendre la vie dans les régions dévastées. Proposé pour la mise hors cadre par la commission de réforme de Sedan du 26 juillet 1921, il sera affecté au 45ème puis au 24ème Régiment d'Infanterie le 5 mai 1923.

### De 1924 à 1939
Affecté au 24ème Régiment d'Infanterie le 8 janvier 1925, il sera promu Capitaine de réserve le 31 décembre 1925. Volontaire aux cours de perfectionnement des Officiers de réserve. Il sera aussi Directeur d'Entreprise général du bâtiment et Travaux Publics dans les Régions libérées et dans l'ouest.
En 1938, répondant à l'appel du Président de la République, il est volontaire pour la guerre éventuelle, à la suite de l'affaire de Munich. En août 1939, il est mobilisé comme Officier volontaire à cinquante ans, dans un service du 2e bureau à Saint-Nazaire.
En mai 1940, il est volontaire pour commander une Unité d'infanterie au front. 

### À partir de juin 1940 jusqu'à fin 1945
Il est en retraite en formation d'arrière-garde, en ordre d'un Bataillon d'infanterie, du nord de la Seine-Maritime jusqu'en Ille-et-Vilaine, en zone déjà occupée par des colonnes allemandes, avec mission de rejoindre La Gacilly de Bretagne dans le Morbihan, pour participer  à la formation d'une Armée de Bretagne.
À La Guerche-de-Bretagne, ayant appris que l'Armistice était signé depuis 5 jours et ayant eu connaissance de l'appel du Général De Gaulle, au lieu de se rendre à l'ennemi, en qualité de plus ancien Officier en grade (Capitaine), il propose deux solutions aux Officiers, Sous-Officiers et Hommes de Troupe du Bataillon :
- essayer de rejoindre le Général De Gaulle en Angleterre
- entrer dans la clandestinité mais ne pas se rendre à l'ennemi sous aucun prétexte

Respectivement tentées dans l'ordre et aidé par un autre Capitaine du Bataillon, ancien comme lui de la guerre 1914-1918, ils sauvent leur Bataillon des camps de concentration. Après justifications et plusieurs réclamations, ce Haut-Fait d'armes sera homologué par le ministère des Armées. 
Il y aura ensuite trois tentatives d'essai d'embarquement pour rejoindre le Général De Gaulle aidé par son camarade, le Lieutenant Colonel Le Sabazec,, à Saint-Nazaire, à l'Île de Groix et à Concarneau.

#### En 1941
Volontaire pour être incorporé dans le Mouvement de la Résistance, à l'intérieur, en zone occupée, "Ceux de la Libération", sous les ordres directs du Lieutenant Colonel Le Sabazec, au commandement du bataillon du 436ème Régiment de Pionniers.
Volontaire pour servir au Ministère de la Reconstruction dans les services techniques (poste de couverture vis-à-vis de l'ennemi) à la Délégation de la Côte d'Or à Châtillon-sur-Seine puis au siège à Dijon où il a été chargé de créer et de commander un Service de Travaux d'État avec de la main d'œuvre de prisonniers de guerre Allemands. 

#### En 1943
Arrêté et interné par la Gestapo à Dijon puis à Fresnes pendant cinq mois avec la référence "Ennemi  de l'Allemagne, très dangereux pour la sécurité de l'Armée allemande", sous prétexte d'appartenance à un réseau de résistance, il sera libéré grâce au sacrifice de son Chef direct, mort par la suite à Mauthausen, mais placé en liberté surveillée à son domicile.

#### En 1944, un épisode de la Libération de Châtillon"Bataille du Pont de Maisey"
Volontaire en 1944 pour servir sous les ordres du Général De Gaulle et du Lieutenant Colonel Monod, comme Commandant des Forces Françaises de l'Intérieur, Secteur Nord Côte d'Or.
Le commandement des unités du groupement Nord de la Côte-d'Or destiné à libérer Dijon est assuré par le Colonel Monod. Ces unités sont divisés en deux détachements dont le premier est placé sous le commandement du capitaine Raymond Le Charpentier qui comprend :
1. le détachement Avot : 1 compagnie (100 hommes)
2. le maquis Liberté : 2 compagnies (200 hommes)
3. les compagnies mixtes de gendarmerie (180 hommes)

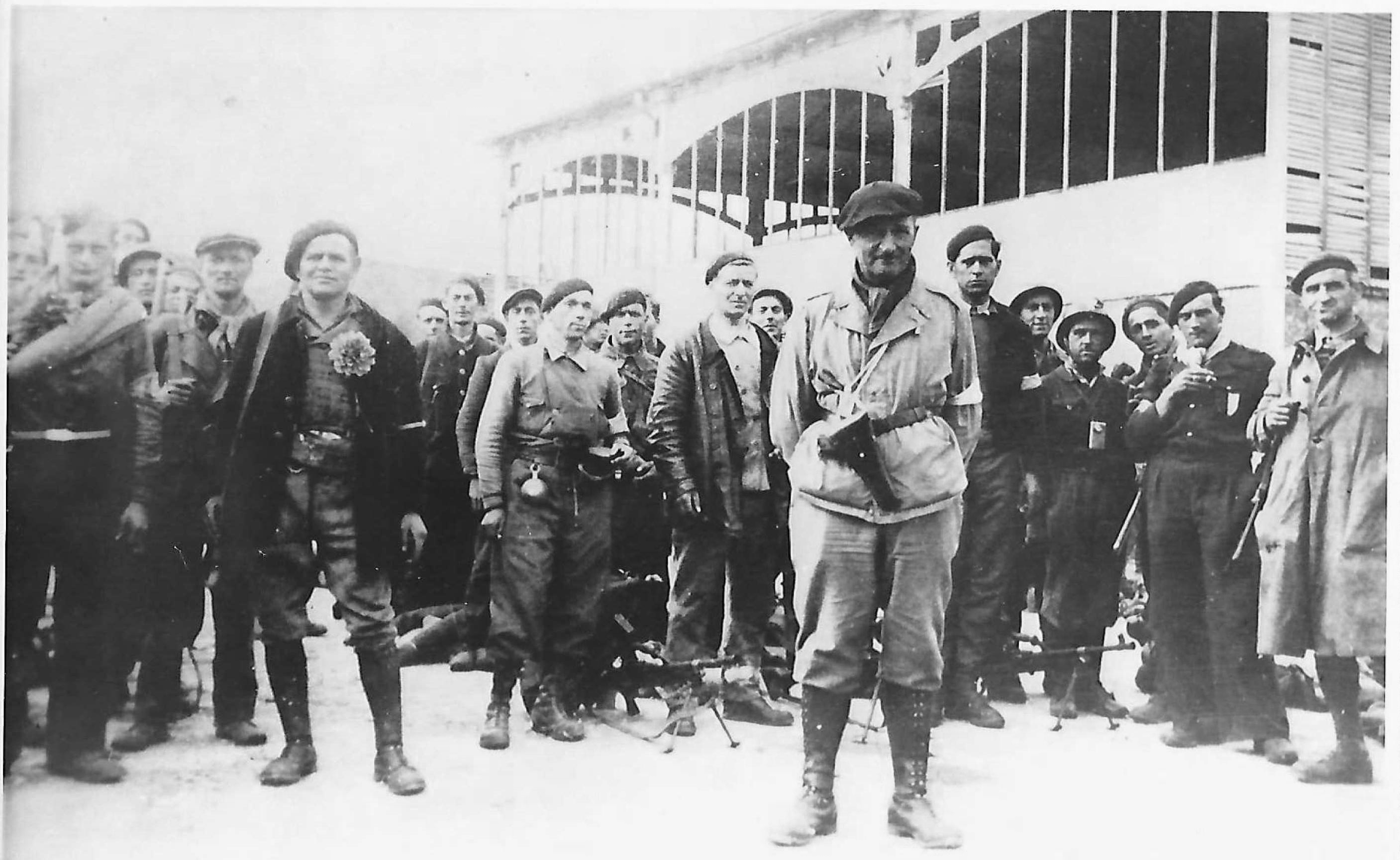
Le commandant Le Charpentier Raymond, Chef du groupe de Recey-sur-Ource (Côte d'Or, sous-secteur 5).

La "Bataille du Pont de Maisey", (Maisey-le-Duc), qui s'est déroulée du 09 septembre au 11 septembre 1944 a permis de capturer tout un convoi allemand. Les troupes allemandes, chassées de Châtillon-sur-Seine, faisaient retraite vers Recey-sur-Ource lorsqu'elles furent accrochées par les Forces Françaises de l'Intérieur du sous secteur numéro 5 de Recey-sur-Ource, qui les attendaient sous les ordres du Commandant Yves, pseudonyme du Chef de bataillon, Raymond Le Charpentier. Stoppées dans leur retraite vers le Nord et l'Est, les Allemands tentèrent vainement pendant trois jours de se libérer. Le 11 septembre à l'aube, toute la troupe se rendait aux Forces Françaises de l'Intérieur, commandés par les Colonel Monod et le Commandant Raymond Le Charpentier et étaient ramenés sous bonne escorte à Châtillon-sur-Seine.
Cette opération des Forces Françaises de l'Intérieur du Châtillonnais a fait 200 tués et 300 prisonniers dans les rangs Allemands dont le colonel Krappmann, auquel le général Leclerc s'intéressera particulièrement. L'opération permettra également de récupérer une colonne de 52 camions et voitures légères ainsi que de l'armement lourd. Ce fut le résultat de cet épisode de la guerre du maquis, qui allait bientôt se terminer et revoir au grand jour l'armée française reconstituée attaquer sur le Rhin et en Alsace, libérer Strasbourg et d'un seul élan, porter le pavillon tricolore au sommet du nid d'aigle de Berchtresgaden.
Il sera cité à l'Ordre de l'Armée pour Haut-Fait d'Armes en septembre 1944.
Ces faits ont été relatés à l'occasion des "journées de septembre" dans le cadre de la fête de la libération de Châtillon-sur-Seine, édition numéro 25 du vendredi 11 septembre 1959, journal de presse Châtillon-Presse, bihebdomadaire d'information et de défense des intérêts de la région, où le commandant Le Charpentier sera mentionné. 
Volontaire pour continuer à servir dans l'Armée régulière, comme Chef de Bataillon, commandant les 2èmes et 3ème Bureaux de la Subdivision de Dijon, puis comme Chef d'Antenne de la sécurité militaire du Département de l'Yonne à Auxerre, puis du territoire de Belfort.

### De 1945 à la mise en retraite pour limite d'âge
Démobilisé fin 1945, à Dijon comme Chef de Bataillon Honoraire, il sera également Chef du Service des Travaux d'État, avec le grade de Réviseur Principal à la Délégation du Ministère de la Reconstruction à Dijon en Côte d'Or. Il sera ensuite muté dans l'intérêt du service en Moselle, comme Chef de Subdivision, puis comme Commissaire du gouvernement pour deux arrondissements.
Il sera également volontaire pour diriger la Coopérative de reconstruction de Bouzonville en Moselle, jusqu'à la liquidation de sa retraite.            
Il deviendra président de l'amicale des diables bleus de Haute-Corrèze.

## Distinctions

### Décorations
- Commandeur de l'ordre national du Mérite (décret du 16 décembre 1975, publié au JO du 20 décembre 1975, sur proposition du Secrétariat d'État aux anciens combattants et victimes de guerre, en qualité de président de l'amicale des diables bleus de Haute-Corrèze)[27]

- Officier de la Légion d'honneur (décret du 18 avril 1950, publié au JO du 20 avril 1950, sur proposition du ministère de la Défense, en qualité d'ancien Chef de Bataillon d'infanterie)[28]
  -  Chevalier de la Légion d'honneur (décret du 27 décembre 1923, publié au JO du 1er janvier 1924, sur proposition du ministère de la Défense, en qualité de lieutenant au 24ème Régiment d'Infanterie)[29]